# Mary Wigman

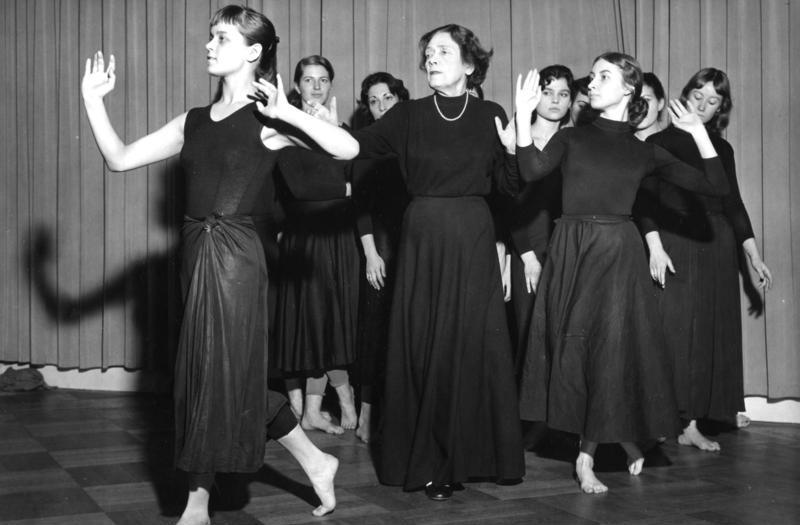
Mary Wigman (i mitten) med danselever i Berlin, 1959.

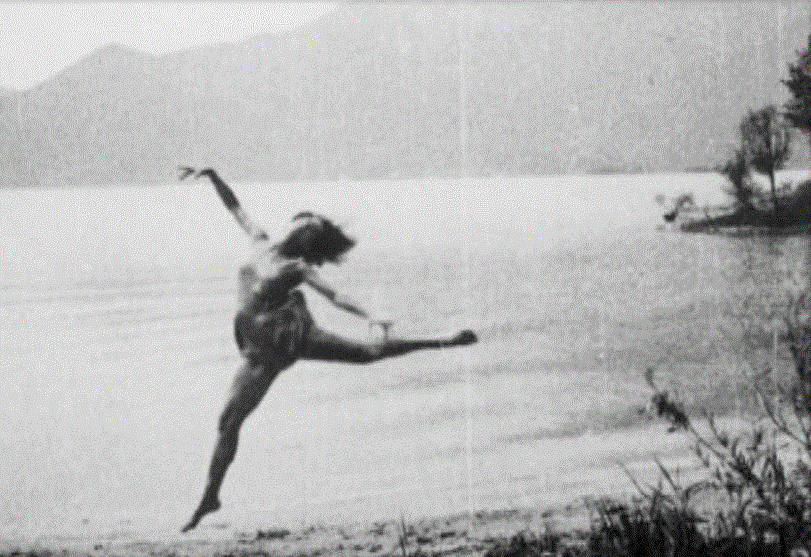
Mary Wigman i Monte Verità, tidigt 1900-tal.

Mary Wigman, född Karoline Sofie Marie Wiegmann den 13 november 1886 i Hannover, död 18 september 1973 i Berlin, var en tysk koreograf, kompositör och danslärare. Hon blev särskilt uppmärksammad för sin expressionistiska och konstnärliga dans, ibland kallad vitalistisk, ibland primitivistisk. Hennes dans kom att betyda mycket för den moderna dansens utveckling i Europa och USA.
Wigman lämnade Hannover 1910 för utbildning vid Jaques-Dalcrozes rytmikskola i Hellerau. Efter det blev hon 1913 elev till dansteoretikern Rudolf von Laban. Under första världskriget arbetade hon som assistent åt Laban. 1920 öppnade hon en egen dansskola i Dresden. Bland hennes elever var Hanya Holm, Harold Kreutzberg, Gret Palucca, Meta Vidmar och Margarethe Wallman.
Wigman uppträdde med egna soloföreställningar och turnerade med dansgrupper i både Europa och USA. År 1931 var hon del i öppnandet av en ny dansskola i New York, som kom att stå under ledning av Hanya Holm.
År 1942, under andra världskriget, blev Wigman tvungen att stänga dansskolan i Dresden. Efter krigets slut 1945 öppnade hon en ny dansskola i Leipzig, som 1949 flyttades till Västberlin.
Mary Wigman gjorde totalt omkring 178 dansproduktioner, 133 solodanser och 45 danser i grupp. Därtill skrev hon även några böcker om sin danspedagogik. Som danslärare var hon verksam fram till slutet av 1960-talet.